# Grk (Weinrebe und Wein)

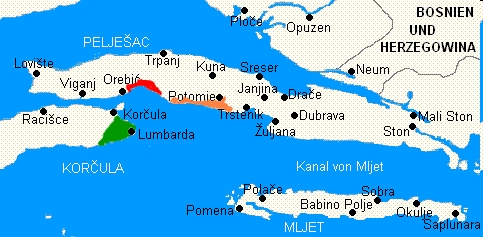
Herkunftsregionen des Dingač (orange), des Postup (rot) und des Grk (grün)

Grk ist der Name eines Weißweins, der auf der süddalmatinischen Insel Korčula sortenrein aus Trauben der gleichnamigen Rebe gekeltert wird. Die Rebe, die auch Grk bijeli oder Grk korčulanski genannt wird, ist auf Korčula autochthon; ihre Herkunft ist nicht restlos geklärt, doch weisen nahe Verwandtschaftsbeziehungen zu den süddalmatinischen Reben Plavac mali und Tribidrag=Zinfandel auf eine ebensolche Herkunft hin. Die Reben sind ausschließlich weiblich, sodass zu einer erfolgreichen Bestäubung monözische Reben zwischengepflanzt werden. Auf Korčula ist das meist die Plavac mali. Zur Herkunft des Namens bestehen zwei Haupttheorien: Er könnte auf den leicht bitteren Abgang des Weines hindeuten (kroat. gorko = bitter) oder auf Griechen verweisen, die im 4. Jh. v. Chr. von Korfu ausgehend auf Korčula eine kleine Kolonie gründeten (kroat. Grk = Grieche). Die nahe Verwandtschaft zu anderen regionalen Reben stützt die erste Annahme.
Die Rebe ist an das heiße, trockene Sommerklima Süddalmatiens gut angepasst und widerstandsfähig gegenüber den meisten Rebkrankheiten. Die Trauben werden relativ spät lesereif und können in guten Jahren sehr hohe Mostgewichte erzielen. Die Erträge sind allerdings starken Schwankungen ausgesetzt.
Der Grk trägt als einer der wenigen süddalmatinischen Weißweine das höchste kroatische Weinprädikat Vrhunsko vino (= Spitzenwein). Gelungene, sorgfältig vinifizierte Weine finden auch international Anerkennung.

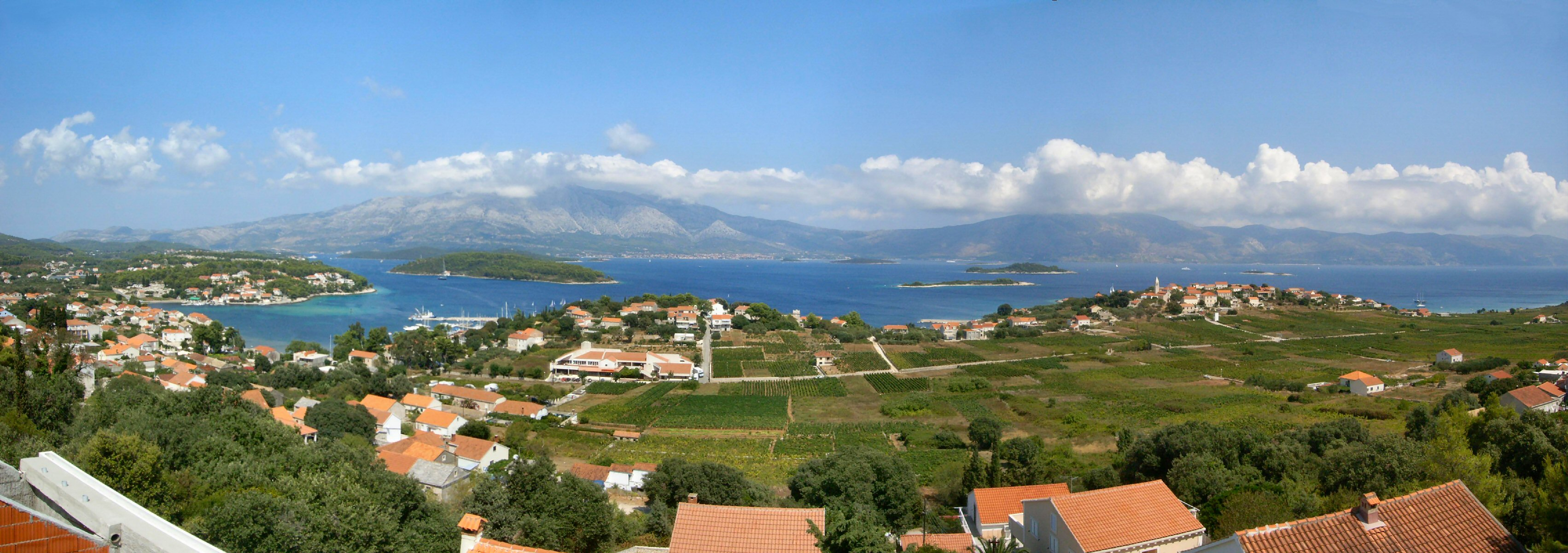
Rieden mit Grk

Zurzeit sind etwa 50 Hektar im Osten der Insel im Umkreis des Dorfes Lumbarda mit Grk bestockt. Die Rieden liegen auf sandigen, zum Teil mit Roterde durchsetzten Böden nahe der Küste. Obwohl die Rebe weitgehend von der Reblauskatastrophe verschont blieb, war die Produktion dieses Weines während der kommunistischen Ära stark rückläufig, da die ertragreichere und leichter kultivierbare, ebenfalls auf Korčula heimische Pošip gefördert wurde. Heute erlebt die Grk eine gewisse Renaissance, sodass die bestockte Fläche leicht zunimmt und auch außerhalb von Korčula unter anderen auf Pelješac, auf Mljet und Šipan sowie im Küstenland um Dubrovnik Versuche mit dieser Sorte unternommen werden. Trotzdem ist die Produktion reinsortiger Weine aus dieser Qualitätsrebe immer noch gering.
Ursprünglich war der Grk ein alkoholstarker, trockener, oft etwas oxidierter Schoppenwein, der kaum auf Flaschen gezogen wurde und als Haustrunk diente oder in Tavernen ausgeschenkt wurde. Er konnte entfernt einem trockenen Sherry ähneln. Auch moderne Weine aus dieser Rebe sind mit bis zu 14 Volumenprozent sehr alkoholstark, haben aber eine ausgeprägte, gut balancierte Säure und wirken dadurch überraschend frisch und nervig. Oft weisen sie deutliche Pinien- und Harzaromen auf und sind typischerweise im Abgang etwas bitter. Obwohl recht gut lagerbar, erreicht der Grk seine beste Trinkreife schon bald nach der Abfüllung.
Geringe Quantitäten des Lesegutes werden meist zusammen mit anderen Sorten (Plavac mali, Vugava, Bogdanusa) zu bemerkenswerten Dessertweinen verarbeitet und als Prošek vermarktet.

## Weblink
- Datenblatt der Sorte - im Suchfeld Grk eingeben